# Arbeitnehmerverband des Friseur- und Haargewerbes
Der Arbeitnehmerverband des Friseur- und Haargewerbes wurde 1889 als Verband der Barbier-, Friseur- und Perückenmachergehilfen Deutschlands gegründet. Die freie Gewerkschaft organisierte Beschäftigte im Friseuregewerbe im Deutschen Kaiserreich in der Weimarer Republik.

## Geschichte
Der Verband wird 1889 gegründet und hatte im Laufe seines Bestehen verschiedene Namen:
- 1889–1892: Verband der Barbier-, Friseur- und Perückenmachergehilfen Deutschlands
- 1892–1903: Verband deutscher Barbiere, Friseure und Perückenmacher
- 1903–1919: Verband der Friseurgehilfen Deutschlands
- 1919–1931: Arbeitnehmerverband des Friseur- und Haargewerbes

Sitz der Gewerkschaft war das Gewerkschaftshaus in Berlin. Die Gewerkschaft war Mitglied bei der Generalkommission der Gewerkschaften Deutschlands und 1919 Gründungsmitglied beim Nachfolger Allgemeiner Deutscher Gewerkschaftsbund. International war der Verband bei der Internationalen Union der Friseurgehilfen aktiv. Am 1. Januar 1932 schloss sich der Arbeitnehmerverband dem Gesamtverband der Arbeitnehmer der öffentlichen Betriebe und des Personen- und Warenverkehrs an.

## Vorsitzende
- 1889–1891: Heinrich Dierksen
- 1891–1893: Hermann Mertzig
- 1893–1986: Paul Heidmann
- 1896–1900: Carl Wesche
- 1900–1921: Friedrich Etzkorn
- 1921–1931: Karl Lorenz